# Ван Барен, Фердинанд Александер
Фердинанд Александр ван Барен (нидерл. Ferdinand Alexander van Baren; 26 июля 1905, Вагенинген, Голландия — 5 октября 1975) — голландский почвовед.

## Биография
Родился 26 июля 1905 года в Вагеннигене. В 1934 году окончил Вагеннингенский сельскохозяйственный университет. В середине 1930-х годов в связи с обстановкой в Германии и Голландии эмигрировал в Индонезию. С 1937 по 1950 год работал в Институте исследования почв в Богоре (Индонезия), в 1945 году был назначен директором этого института, одновременно с чем занимал должность профессора почвоведения и декана сельскохозяйственного факультета Индонезийского университета. В 1950 году вернулся в Голландию, где с 1950 по 1966 год занимал должность директора департамента почв Королевского тропического института в Амстердаме, а с 1965 по 1975 год занимал должность профессора Утрехтского университета.
Скончался 5 октября 1975 года.

## Научные работы
Основные научные работы посвящены исследованию почв и условий земледелия в тропических районах.
- Участвовал в создании международных проектов, направленных на рациональное использование и охрану почв и почвенного покрова нашей планеты.
- Организатор и первый директор Международного почвенного музея.